# Notropis rupestris
Notropis rupestris är en fiskart som beskrevs av Page, 1987. Notropis rupestris ingår i släktet Notropis och familjen karpfiskar. Inga underarter finns listade i Catalogue of Life.